# Santiago (Rio Grande do Sul)
Pour les articles homonymes, voir Santiago (homonymie).
Santiago est une ville brésilienne du Centre-Ouest de l'État du Rio Grande do Sul, faisant partie de la microrégion de Santiago et située à 450 km au nord-ouest de Porto Alegre, capitale de l'État.

## Villes voisines
- Capão do Cipó
- Itacurubi
- Jari
- Júlio de Castilhos
- Pinhal Grande
- Quevedos
- Tupanciretã
- Unistalda

## Personnages
- Luiz Carlos Prates: journaliste